# 久保田光
久保田 光（くぼた ひかり、1991年5月20日 - ）は、日本のアイドル、歌手。東京都出身。ジェイ・ボックス所属。元オトメ☆コーポレーションのリーダー。

## 人物

### プロフィール
- 身長156cm、B86・W64・H84.5(cm)[1]。

### 略歴
- 2009年、アイドル・グループ、オトメ☆コーポレーション結成時に参加。2016年8月28日のグループ解散まで所属。この間の活動についてはオトメ☆コーポレーションの項目を参照。
- オトメ☆コーポレーション解散後、事務所をadding entertainmentからジェイ・ボックスに移籍。久保田光名義でのソロ歌手としての活動を開始して、都内を中心に週複数回のライブイベントへの参加を続けている。
- 2017年9月30日、オトメ☆コーポレーション在籍時に出演した映画『LOCO DD 日本全国どこでもアイドル』がシネマート新宿で封切られ[3]、翌10月1日には同作公開を記念した新宿ロフトプラスワンのイベントに出演。トークとライブを披露した[4]。
- 2018年2月13日、信濃毎日新聞の記事、にんげん紀行にカラー写真入りで活動が紹介された[5]。
- 2018年5月13日、adding entertainment時代の後輩ユニットであり、それまでもたびたび共演歴のある「おしくらまんじゅ」活動休止前最後のライブに出演した[6]。
- 2019年2月16日、表参道WALL&WALLでのイベント「Girl's/Girl's&Boy's unit LIVE『PRECIOUS STAGE』」にて、ジェイ・ボックス移籍後のソロ歌手として初のオリジナル曲を２曲、披露した[7]。
- 2019年9月15日、U.for(ユウホ)と新ユニットKIMIDORIを結成することを発表（ソロ活動は継続）[8]。

## 出演

### 映画
- 2017年 LOCO DD 日本全国どこでもアイドル - オムニバスの１篇『Last DAYS～君といた場所～』（監督 田中要次）

## 参加ユニット
- オトメ☆コーポレーション（2009年-2016年）